# Springfield (Colorado)
Springfield é uma cidade  localizada no estado americano do Colorado, no Condado de Baca.

## Demografia
Segundo o censo americano de 2000, a sua população era de 1562 habitantes.
Em 2006, foi estimada uma população de 1350, um decréscimo de 212 (-13.6%).

## Geografia
De acordo com o United States Census Bureau tem uma área de
2,3 km², dos quais 2,3 km² cobertos por terra e 0,0 km² cobertos por água.

## Localidades na vizinhança
O diagrama seguinte representa as localidades num raio de 40 km ao redor de Springfield.